# Lotte Lenya
Lotte Lenya, pseudonimo di Karoline Wilhelmine Charlotte Blamauer (Vienna, 18 ottobre 1898 – New York, 27 novembre 1981), è stata un'attrice e cantante austriaca.

## Biografia
Nacque in Austria (all'epoca Austria-Ungheria) da artisti di circo, ma si trasferì in giovane età in Svizzera, dove iniziò la carriera con lo pseudonimo di Lotte Lenya. È del 1921 il suo trasferimento a Berlino. Dalla figura snella, capelli rosso fiamma, sguardo ambiguo e sorriso amaro, voce dura e graffiante, si esibiva come canzonettista di cabaret. Il compositore Kurt Weill, durante la sua permanenza a Berlino, conobbe, in casa del suo librettista Georg Kaiser, la giovane Lotte, che sposò alcuni anni dopo e che sarebbe divenuta l'interprete più fedele e appassionata delle sue composizioni. Infatti Weill soleva dire: "Tutto ciò che scrivo è in funzione della voce di Lenya".
Dalla collaborazione del compositore col drammaturgo Bertolt Brecht, del quale condivideva la concezione politica e teatrale, nacquero, tra l'altro, Mahagonny e L'opera da tre soldi, che metteva in risalto le condizioni sociali ed economiche della Germania di quel periodo, e che Lotte Lenya interpretò magistralmente con la sua voce roca e sprezzante, ottenendo un grande successo personale. Fu la prima Jessie nel songspiel Mahagonny nel 1927 a Baden-Baden e la prima Jenny dei Pirati de L'opera da tre soldi, a Berlino nel 1928, la sguattera di un albergo di infimo ordine che medita vendetta contro chi la sfrutta e deride, credendo fermamente nell'arrivo della nave dei pirati che faranno giustizia radendo al suolo la città, immaginandosi lei stessa, la sguattera, a far saltare la testa a tutti coloro che finora l'avevano sfruttata e derisa.
Nel 1930 fu Jenny Hill nella prima di Ascesa e caduta della città di Mahagonny diretta da George Szell a Praga e nella prima a Francoforte sul Meno e nel 1931 nella prima nella seconda versione diretta da Alexander von Zemlinsky a Berlino. Interpreterà ancora una volta Jenny nel film che il regista Georg Wilhelm Pabst trasse nel 1931 da L'Opera da 3 Soldi prima di essere costretta nel 1933, con l'ascesa al potere del nazismo, a lasciare insieme al marito la Germania riparando a Parigi (dove lei interpreterà I sette peccati capitali del binomio Brecht-Weill) e a Londra, per poi lasciare definitivamente un'Europa sull'orlo del baratro per approdare negli Stati Uniti. Nel 1932 fu Anna nella prima assoluta di Die Bürgschaft di Weill al Deutsche Oper Berlin e Jenny Hill nella versione definitiva di Aufstieg und Fall der Stadt Mahagonny nella prima al Raimundtheater di Vienna. Nel 1933 fu Fennimore nella prima di Der Silbersee: Ein Wintermärchen di Weill a Lipsia in febbraio e in giugno Anna I nella prima assoluta di I sette peccati capitali (balletto) al Théâtre des Champs-Élysées di Parigi ed al Savoy Theatre di Londra come Anna-Anna.
Nel giugno 1935 al Savoy Theatre fu Juanita nella prima di A Kingdom for a Cow di Weill e nel novembre 1936 canta nella prima assoluta di Johnny Johnson di Weill per il Broadway theatre. Nel 1937 fu Miriam nella prima di The Eternal Road di Weill con Sam Jaffe, Sidney Lumet, Herbert Rudley, Olive Deering, Thomas Hardie Chalmers, Kurt Kasznar e Dick Van Patten al Manhattan Center. Nel 1939 cantò nella prima assoluta di Railroads on parade di Weill a New York e nel 1940 nella prima radiofonica di The Ballad of the Magna Carta per la CBS. Nel 1945 fu Duchesse nella prima assoluta di The Fireband of Florence di Weill a New York.
Continuerà in America la collaborazione di Weill con Brecht, anch'egli costretto a lasciare la Germania, e poi anche gli Stati Uniti perché accusato di attività anti americane. Lotte Lenya unirà il suo impegno di attrice e cantante a quello di promotrice di iniziative di propaganda antinazista. Il marito, pur perdendo la sua vena sociale e popolaresca che aveva espresso con tanto vigore e realismo, otterrà comunque in America grandi successi componendo canzoni, musical e colonne sonore per il cinema fino alla sua morte avvenuta improvvisamente per un infarto nella sua casa di New York il 3 aprile 1950. Lotte Lenya ne terrà viva la memoria interpretando le canzoni del marito, riproponendone anche alcune dimenticate.
Vincitrice di un Tony Award (l'Oscar del teatro) nel 1956 per la sua interpretazione teatrale negli USA di Jenny nel successo di L'opera da tre soldi al Greenwich Village nel 1954 con Edward Asner, Charlotte Rae, Bea Arthur, Jerry Orbach, John Astin e Jerry Stiller. Nel 1958 fu Anna I nella prima di I sette peccati capitali al New York City Center. Sempre per il teatro parteciperà nel 1966 come Fräulein Schneider nella prima assoluta dell'allestimento di Addio a Berlino di Isherwood, più noto al grande pubblico col titolo di Cabaret (musical) di John Kander con Bert Convy, Jack Gilford, Joel Grey e Peg Murray per Broadway. Lotte Lenya sarà quindi un imprescindibile punto di riferimento e di consultazione per ogni rappresentazione del repertorio brechtiano.
Nel 1961 raggiunse fama internazionale con la partecipazione al film La primavera romana della signora Stone di José Quintero, accanto a Vivien Leigh, in un'interpretazione che le valse la candidatura ai premi Oscar 1962 come miglior attrice non protagonista. Per ironia del destino, il ruolo per il quale è maggiormente nota al grande pubblico non rende giustizia alla sua arte, essendo quello di Rosa Klebb, agente della Spectre nel film A 007, dalla Russia con amore (1963), in particolare per la scena in cui lei tenta di uccidere James Bond con una lama che fa uscire a scatto dalla suola di una scarpa. Nel 1969 prenderà parte al film La virtù sdraiata di Sidney Lumet e nel 1977 a Un gioco da duri, regia di Michael Ritchie. Dopo la morte di Kurt Weill, si risposò con lo scrittore e editore George Davis, poi col pittore Russel Claude Detwiler. Morì di tumore all'età di 83 anni. È sepolta nel Mount Repose Cemetery, Haverstraw, Rockland County, New York.

## Filmografia parziale
- L'opera da tre soldi (Die 3 Groschen-Oper), regia di Georg Wilhelm Pabst (1931)
- La primavera romana della signora Stone (The Roman Spring of Mrs. Stone), regia di José Quintero (1961)
- A 007, dalla Russia con amore (From Russia with Love), regia di Terence Young (1963)
- La virtù sdraiata (The Appointment), regia di Sidney Lumet (1969)
- Un gioco da duri (Semi-Tough), regia di Michael Ritchie (1977)

## Riconoscimenti
- Premio Oscar
  - 1962 – Candidatura alla miglior attrice non protagonista per La primavera romana della signora Stone
- Golden Globe
  - 1962 – Candidatura alla miglior attrice non protagonista per La primavera romana della signora Stone

## Doppiatrici italiane
- Giovanna Scotto in La primavera romana della signora Stone
- Lydia Simoneschi in A 007 dalla Russia con amore
- Maria Saccenti in La virtù sdraiata